# Glomus warcupii
Glomus warcupii är en svampart som beskrevs av McGee 1986. Glomus warcupii ingår i släktet Glomus och familjen Glomeraceae.   Inga underarter finns listade i Catalogue of Life.